# Мечеть Фахр ад-Дін
Мечеть Фахр ад-Дін (араб. مسجد فخر الدين زنكي) — найстаріша мечеть на Африканському розі, розташована в Могадішо, Сомалі, в районі Хамар Вейн. Побудована в 1269 за велінням першого султана Султанату Могадішо Фахр ад-Діна.

## Опис
Побудована з каменю, всередині оброблена індійським мармуром та коралами. Міхраб з аркою, прикрашений глазурованими кораловими плитками.